# Vincenza Bernard
Pour les articles homonymes, voir Bernard (patronyme).
 (mai 2025).
Vincenza Bernard, née en 1840 à Křižanovice u Vyškova, est une compositrice allemande.

## Biographie
Son père, précepteur communal et organiste, lui donne sa première éducation musicale. À peine âgée de quinze ans, son père meurt et elle est obligée pour vivre de se faire organiste et professeure de musique, à Austerlitz. Elle est ensuite réputée comme l’un des professeurs les plus recherchés de Brunn, en Autriche. Ses nombreuses années d’expérience et sa méthode sont rapportées dans son Hilfsbuch für den Klavierunterricht qui a eu plusieurs éditions.